# 天野洋志穂
天野 洋志穂（あまの よしお、本名：金 政基（김정기 キㇺ・ジョンギ）、1940年7月13日 - ）は、大韓民國のヤクザ、指定暴力団・六代目山口組若中、天野組組長、天野会初代会長、元宅見組副組長、元波谷組舎弟、旧菅谷組若中。

## 来歴
昭和46年秋、大阪・今里の賭場で菅谷政雄と出会った。
その後、三代目山口組系菅谷組で菅谷組長の護衛を務めていたが、1981年に菅谷が引退して同組が解散したことから、菅谷の舎弟だった波谷守之の率いる波谷組に舎弟として加入した。
1990年に起きた波谷組と五代目山口組 弘道会との「山波抗争」が終結した後、山口組若頭・宅見勝率いる宅見組に移籍し、同組副組長を務めた。1997年8月に宅見が中野会に暗殺されると、同年10月に発足した二代目宅見組には加わらず、他の最高幹部と共に1998年10月に「天野組」を結成し組長に就任。岸本組預かりを経て1999年3月、山口組直参に昇格し、同年12月に組長・渡辺芳則から盃を受けた。
二代目宅見組には加わらなかったものの、2002年4月に傘下組員が沖縄県で中野会副会長・弘田憲二を射殺し、宅見暗殺への報復はこなしている。
2004年6月、インプラント治療による歯科治療において、500万円も治療費を支払ったにもかかわらず、歯が痛むとして、歯科医を脅迫し逮捕された。9月、内妻が所有する乗用車トヨタ・マークIIを大阪拘置所の刑務官（当時35）名義に変更。以降、刑務官が自家用車として通勤などに使っている。
2006年8月、大阪府四條畷市の霊園予定地の転売に関し、不動産会社社長を脅迫した疑いで逮捕。その後、大阪拘置所刑務官への贈賄容疑で再逮捕。2004年の脅迫事件の執行猶予中の出来事であった。
2008年、山口組から除籍処分を受け、同年をもって引退。
2020年、男性から金を脅し取ろうとした疑いで逮捕された。

## 関連書籍
- 山平重樹『爆弾と呼ばれた極道 ボンノ外伝 破天荒一代・天野洋志穂』2022年6月18日 徳間書店